# Orofino
Orofino é uma cidade localizada no estado americano de Idaho, no Condado de Clearwater.

## Demografia
Segundo o censo americano de 2000, a sua população era de 3247 habitantes.
Em 2006, foi estimada uma população de 3121, um decréscimo de 126 (-3.9%).

## Geografia
De acordo com o United States Census Bureau tem uma área de
6,5 km², dos quais 6,2 km² cobertos por terra e 0,3 km² cobertos por água.

## Localidades na vizinhança
O diagrama seguinte representa as localidades num raio de 36 km ao redor de Orofino.